# 赵汝鐩
趙汝鐩（1172年—1246年），鐩或作燧，字明翁，號野谷，袁州（今江西宜春）人。
宋太宗八世孫。父趙善堅，官戶部尚書。宋孝宗乾道八年（1172年）汝鐩出生，幼時隨父居婺州，受教於呂祖謙家塾。嘉泰二年（1202年）進士及第。歷官東陽主簿，崇陵橋道遁遞官，諸暨主簿。嘉泰三年，入辛棄疾幕府。為荆湖南路刑獄司屬官，受使者李悅齋器重，率部平定洞庭湖盜匪。嘉定四年（1211年），知臨川縣，七年（1214年），任鎮江管榷。嘉定十年（1217年），添差臨安通判，諸軍審計司軍器監主簿。紹定二年（1229年）知郴州，四年，任荊湖南路提點刑獄司幹官。端平二年（1235年），任廣南東路轉運副使。嘉熙元年（1237年），移廣南東路轉運使。嘉熙二年，以刑部郎官召對。淳祐五年（1245年）出知溫州。淳祐六年（1246年）卒於官，得年七十五。淳祐八年（1248年）歸葬袁州宜春。工於詩，師法唐人，作品多關懷民生疾苦。錢鍾書說“江湖派詩人裏算他的才氣最豪放。”有詩集《野谷詩稿》六卷，存詩二百八十一首。